# Pterolophioides subunicolor
Pterolophioides subunicolor är en skalbaggsart som beskrevs av Stefan von Breuning 1969. Pterolophioides subunicolor ingår i släktet Pterolophioides och familjen långhorningar. Inga underarter finns listade i Catalogue of Life.